# Championnat de Suisse de hockey sur glace D2
Pour les articles homonymes, voir LNB.
Le championnat de Suisse de hockey sur glace de deuxième division, appelé aujourd'hui Swiss League (SL) et autrefois Ligue nationale B (LNB), est le deuxième niveau de hockey sur glace en Suisse. Il est composé de 10 équipes.

## Format
Le tour de qualification se joue en 45 matchs. Les huit premières équipes jouent les play-off (quart de finale, demi-finale et finale) au meilleur des sept matchs. Le vainqueur des séries éliminatoires est champion de Swiss League et doit, pour autant qu'il ait déposé son dossier de candidature à la promotion en National League, disputer le tour de promotion/relégation contre le dernier de NL. En cas de victoire (au meilleur des sept matchs), il est promu en National League.
Le 11 février 2015, les clubs de NL et de SL acceptent à l'unanimité de simplifier les critères d'admission en SL dans le but d'augmenter le nombre d'équipes jouant dans cette catégorie de jeu et par conséquent également l'attractivité de celle-ci. Il n'est à ce moment plus nécessaire d'être champion de suisse amateur pour prétendre accéder à la Swiss League. De plus, il est assuré qu'aucun club de SL ne sera relégué sportivement en MySports League avant la saison 2018-2019, ceci indépendamment du nombre d'équipes.
En 2019-2020, le format change et les quatre dernière équipes du championnat, en gardant les points obtenus lors de la saison régulière, disputent un tour de relégation. L'équipe classée dernière à son terme lutte désormais pour sa place en Swiss League contre le champion de MySports League dans une série au meilleur des sept matchs, et ce pour autant que le vainqueur de la ligue inférieure ait déposé sa candidature et remplisse les critères de la Ligue.

## Équipes en 2025-2026
| Équipe                | Bilan 2024-2025   | Entraîneur              | Depuis | Ville             | Patinoire                  | Capacité |
| --------------------- | ----------------- | ----------------------- | ------ | ----------------- | -------------------------- | -------- |
| HC Arosa              | Finaliste de MyHL | Rolf Schrepfer          | 2020   | Arosa             | SKZ Arosa (de)             | 2 200    |
| HC Bâle               | Finale            | Eric Himelfarb          | 2022   | Bâle              | Arena Saint-Jacques        | 6 612    |
| GDT Bellinzona Snakes | 10e               | Nicola Pini             | 2024   | Bellinzone        | Centro Sportivo Bellinzona | 2 200    |
| HC La Chaux-de-Fonds  | 1/4               | Louis Matte (en)        | 2022   | La Chaux-de-Fonds | Patinoire des Mélèzes      | 5 225    |
| HC Coire              | 1/4 finale        | Reto von Arx            | 2021   | Coire             | Thomas Domenig Stadion     | 2 990    |
| GCK Lions             | 1/4 finale        | Peter Andersson         | 2024   | Küsnacht          | KEK Küsnacht               | 1 662    |
| HC Olten              | 1/2 finale        | Christian Wohlwend (de) | 2024   | Olten             | Kleinholz                  | 5 384    |
| HC Sierre             | 1/4 finale        | Chris McSorley          | 2025   | Sierre            | Patinoire de Graben        | 3 648    |
| HC Thurgovie          | 1/2 finale        | Anders Olsson (de)      | 2024   | Weinfelden        | Güttingersreuti (de)       | 2 880    |
| HC Viège              | Champion          | Luca Gianinazzi (it)    | 2025   | Viège             | Lonza Arena                | 5 000    |
| EHC Winterthour       | 9e                | Markus Studer           | 2025   | Winterthour       | Zielbau Arena (de)         | 2 996    |

| Bâle Bellinzona La Chaux-de-Fonds GCK Lions Coire Olten Sierre Thurgovie Viège Winterthour Arosa |

## Palmarès de LNB/Swiss League

### Champion par année
Ce chapitre répertorie tous les champions de Suisse de la ligue depuis ses débuts.

#### Avant l'introduction des play-off
En gras, les équipes promues en LNA/NL à la fin de la saison.
| - 1948 : HC Ambrì-Piotta - 1949 : HC Ambrì-Piotta - 1950 : HC Ambrì-Piotta - 1951 : HC La Chaux-de-Fonds - 1952 : HC La Chaux-de-Fonds - 1953 : HC Ambrì-Piotta - 1954 : HC Saint-Moritz (1) - 1955 : HC La Chaux-de-Fonds - 1956 : HC Bâle-Rotweiss - 1957 : Lausanne HC - 1958 : CP Berne - 1959 : HC La Chaux-de-Fonds - 1960 : HC Viège - 1961 : SC Langnau - 1962 : Villars HC | - 1963 : Grasshopper Club Zurich - 1964 : Genève-Servette HC - 1965 : HC La Chaux-de-Fonds - 1966 : Young Sprinters HC (1) - 1967 : HC Sierre - 1968 : HC Sierre (2) - 1969 : CP Berne - 1970 : HC Ambrì-Piotta - 1971 : HC Lugano - 1972 : CP Berne (3) - 1973 : Zürcher SC - 1974 : Villars HC (2) - 1975 : HC Bienne - 1976 : EV Zoug (1) - 1977 : HC Arosa (1) | - 1978 : Lausanne HC - 1979 : HC Davos - 1980 : HC Fribourg-Gottéron (1) - 1981 : HC Olten et Zürcher SC - 1982 : HC Ambrì-Piotta et HC Lugano (2) - 1983 : Lausanne HC et Zürcher SC (3) - 1984 : HC Coire - 1985 : HC Ambrì-Piotta (7) |

#### Après l'introduction des play-off
En gras, les équipes promues en LNA/NL à la fin de la saison.
| - 1986 : HC Coire - 1987 : SC Langnau - 1988 : HC Olten (2) - 1989 : HC Coire - 1990 : HC Martigny (1) - 1991 : HC Coire - 1992 : HC Ajoie - 1993 : HC Davos (2) - 1994 : SC Rapperswil-Jona - 1995 : Lausanne HC - 1996 : HC La Chx-de-Fds (6) et GC Zurich (2) - 1997 : SC Herisau (1) - 1998 : SC Langnau - 1999 : HC Coire - 2000 : HC Coire (6) | - 2001 : Lausanne HC - 2002 : Genève-Servette HC (2) - 2003 : HC Bâle - 2004 : HC Bienne - 2005 : HC Bâle (3) - 2006 : HC Bienne - 2007 : HC Bienne - 2008 : HC Bienne (5) - 2009 : Lausanne HC - 2010 : Lausanne HC - 2011 : HC Viège - 2012 : SC Langenthal - 2013 : Lausanne HC (8) - 2014 : HC Viège (3) - 2015 : SC Langnau Tigers (4) | - 2016 : HC Ajoie - 2017 : SC Langenthal - 2018 : SC Rapperswil-Jona Lakers (2) - 2019 : SC Langenthal (3) - 2020 : Aucun vainqueur en raison du coronavirus - 2021 : HC Ajoie (3) - 2022 : EHC Kloten (1) - 2023 : HC La Chaux-de-Fonds - 2024 : HC La Chaux-de-Fonds (8) - 2025 : HC Viège (4) |  |

### Tableau synthétique des champions
Ce chapitre classe tous les champions de Suisse de deuxième division depuis les débuts.
| Titres | Équipe                    | Dernier titre |
| ------ | ------------------------- | ------------- |
| 8      | HC La Chaux-de-Fonds      | 2024          |
| 8      | Lausanne HC               | 2013          |
| 7      | HC Ambrì-Piotta           | 1985          |
| 6      | HC Coire                  | 2000          |
| 5      | HC Bienne                 | 2008          |
| 4      | HC Viège                  | 2025          |
| 4      | SC Langnau Tigers         | 2015          |
| 3      | HC Ajoie                  | 2021          |
| 3      | SC Langenthal             | 2019          |
| 3      | HC Bâle                   | 2005          |
| 3      | ZSC Lions                 | 1983          |
| 3      | CP Berne                  | 1972          |
| 2      | SC Rapperswil-Jona Lakers | 2018          |
| 2      | Genève-Servette HC        | 2002          |
| 2      | GCK Lions                 | 1996          |
| 2      | HC Davos                  | 1993          |
| 2      | HC Olten                  | 1988          |
| 2      | HC Lugano                 | 1982          |
| 2      | Villars HC                | 1974          |
| 2      | HC Sierre                 | 1968          |
| 1      | EHC Kloten                | 2022          |
| 1      | SC Herisau                | 1997          |
| 1      | HC Martigny               | 1990          |
| 1      | HC Fribourg-Gottéron      | 1980          |
| 1      | HC Arosa                  | 1977          |
| 1      | EV Zoug                   | 1976          |
| 1      | Young Sprinters HC        | 1966          |
| 1      | HC Saint-Moritz           | 1954          |